# Moritz Schmelzle
Moritz Schmelzle (* 1978 in Tübingen, Baden-Württemberg) ist ein deutscher Chirurg und Hochschullehrer an der Medizinischen Hochschule Hannover. Seine Schwerpunkte sind die Tumorchirurgie und Transplantationschirurgie.

## Leben
Moritz Schmelzle wuchs in Tübingen und Hamburg auf.
Von 1998 bis 2005 studierte er Humanmedizin an der Universität Greifswald und der Technischen Universität München, unterbrochen für ein Forschungssemester in der Experimentellen Kardiologie. Er promovierte zum Thema Wirkungen des postischämischen Effluates und von Derivaten der Eicosatetraensäure auf den Calciumstoffwechsel und die Schlagfrequenz neonataler Rattenkardiomyozyten (Note: magna cum laude).
Seine Facharztweiterbildung absolvierte er von 2005 bis 2013 an der Klinik für Allgemein-, Viszeral- und Kinderchirurgie des Universitätsklinikums Düsseldorf und der Klinik für Viszeral-, Transplantations-, Thorax- und Gefäßchirurgie des Universitätsklinikums Leipzig. Von 2009 bis 2011 unterbrach er seine klinische Weiterbildung für einen von der Deutschen Forschungsgemeinschaft (DFG) finanzierten Forschungsaufenthalt an der Harvard Medical School in Boston, USA, wo er im Transplant Institute als Research Fellow und später als Research Associate tätig war. Anschließend war er begleitend zu seiner klinischen Tätigkeit als Viszeralchirurg Forschungsgruppenleiter („Excellence Award“) am Translationszentrum für Regenerative Medizin (TRM) der Universität Leipzig. Er habilitierte 2014 zum Thema „Hämatopoetische Stammzellen als Therapieoption zur Leberaugmentation“ und erhielt seine Lehrbefugnis.
2015 wechselte er an die Chirurgische Klinik der Charité – Universitätsmedizin Berlin, zunächst als Oberarzt, später als Leitender Oberarzt. Er übernahm eine Vielzahl an organisatorischen Funktionen, wie z. B. die Leitung des Schwerpunktes Hepatobiliäre Tumore + Modul Leber im Charité Comprehensive Cancer Center (CCCC). Seit 2018 ist er zertifizierter da Vinci Xi Konsolenchirurg (Roboterchirurgie). 2017 erhielt er die Zusatzbezeichnung Spezielle Viszeralchirurgie. 2020 wurde er zum Stellvertretender Direktor der Chirurgischen Klinik und Standortleiter des Campus Virchow-Klinikums ernannt. 2021 wurde ihm die Würde eines Außerplanmäßigen Professors verliehen.
2022 folgte er dem Ruf auf die W3-Professur nach Hannover und ist seitdem Direktor der Klinik für Allgemein-, Viszeral- und Transplantationschirurgie an der Medizinischen Hochschule Hannover (MHH). Seit 2023 leitet er zudem das Transplantationszentrum MHH Hannover.

## Wirken
Moritz Schmelzle ist spezialisiert auf die Tumorchirurgie und Transplantationschirurgie von Bauchorganen [2]. Sein besonderer Fokus liegt auf der Weiterentwicklung schonender, laparoskopischer und robotischer Operationstechniken (Schlüssellochchirurgie) bei hochkomplexen Operationen der Leber, der Bauchspeicheldrüse, der Speiseröhre und des Magens sowie des Enddarms. Er engagiert sich für die Individualisierung von Behandlungskonzepten und die optimale Vorbereitung und Nachbetreuung von Patienten im Rahmen von Operationen. Im Rahmen seiner drittmittelfinanzierten Forschung fokussiert er sich auf die wissenschaftliche Untersuchung von Entzündungsreaktionen und Immunantworten im Rahmen von Tumor- und Transplantationschirurgischen Eingriffen. Moritz Schmelzle ist beteiligt an der Entwicklung von Leitlinien und ist Gutachter für eine Vielzahl von Zeitschriften, Kongressen und wissenschaftlichen Selbstverwaltungsorganisationen sowie Stiftungen.

## Mitgliedschaften
- Berliner Chirurgische Gesellschaft (BCG)
- Deutsche Gesellschaft für Chirurgie (DGCH)
- Deutsche Gesellschaft für Allgemein- und Viszeralchirurgie (DGAV)
- Deutsche Transplantationsgesellschaft (DTG)
- Deutsche Gesellschaft für Plastische und Wiederherstellungschirurgie (DGPW)
- Deutscher Pankreasclub (DPC)
- Deutscher Hochschulverband (DHV)
- European Surgical Association (ESA)
- European Organisation for Research & Treatment of Cancer (EORTC)
- German Purine Club
- German Association for the Study of the Liver (GASL)
- International Hepato-Pancreato-Biliary Association (IHPBA/E-AHPBA)
- International Laparoscopic Liver Society (ILLS)
- The Transplantation Society (TTS)

## Auszeichnungen und Ehrungen
- Aufnahme in die European Surgical Association (ESA) (2021)
- Senior-Mitglied der Exzellenzakademie, Konvent der Lehrstuhlinhaber für Allgemein- und Viszeralchirurgie (seit 2020)
- Stipendium als Fortbildungshilfe, Deutsche Gesellschaft für Chirurgie (DGCH) (2019)
- Aktives Mitglied der Exzellenzakademie, Konvent der Lehrstuhlinhaber für Allgemein- und Viszeralchirurgie (2013-2019)
- Full Young Investigators Bursary, The International Liver Congress, European Association for the Study of the Liver (EASL) (2013)
- Young Investigator Award, International Congress of the Transplantation Society (TTS) (2012)
- Full Young Investigators Bursary, The International Liver Congress, European Association for the Study of the Liver (EASL) (2012)
- Research Fellowship Award, American Liver Foundation (ALF) (2011-2012)
- Full Young Investigators Bursary, The International Liver Congress, European Association for the Study of the Liver (EASL) (2011)

## Werke
- Pratschke / Schmelzle. Referenz Allgemein- und Viszeralchirurgie: Leber und Gallenwege. Fachbuch. Buch. Hardcover. 2022. 608 S. 189 Abbildungen. Mixed Media Product. Georg Thieme Verlag. ISBN 978-3-13-242462-3. Format (B x L): 20,6 × 27,6 cm